# Chiostri di Sant'Ambrogio
I chiostri di Sant'Ambrogio, ora sede principale dell'Università Cattolica del Sacro Cuore, furono edificati quale sede del convento benedettino annesso alla Basilica di Sant'Ambrogio di Milano. Vennero progettati nella loro veste attuale dal Bramante nel 1497 sotto il mecenatismo del cardinale Ascanio Sforza, fratello del Duca Ludovico il Moro.

## Storia e descrizione
Il Monastero di S. Ambrogio fu istituito all'epoca del vescovo Pietro I, come risulta da un documento del 23 ottobre 789, successivamente ratificato dall'imperatore Carlo Magno nel 790.
Nel monastero venne sepolto il re d'Italia Lotario II nel 950, mentre nel 1186 si celebrarono le nozze tra Enrico VI di Svevia, figlio di Federico Barbarossa, e Costanza d'Altavilla, a testimonianza della sua importanza. L'unico resto oggi visibile dei fabbricati monastici medievali è il campanile detto dei monaci risalente al X secolo, che si erge sul lato sud della facciata della basilica.
Nel 1487 l'abbazia, nella quale restavano pochi monaci, fu affidata in commenda al cardinale Ascanio Sforza. Il celebre umanista, già commendatario dall'abbazia cistercense di Chiaravalle, vi chiamò i cistercensi di San Bernardo in sostituzione dei benedettini, e diede inizio alla sua ricostruzione, affidata all'architetto della corte sforzesca Donato Bramante da Urbino. Per sua iniziativa venne iniziata la costruzione della canonica e dei chiosri, presto interrotta con la caduta degli Sforza nel 1499. I due chiostri caratterizzati rispettivamente dall'ordine dorico e dall'ordine ionico, presentano arcate insolitamente alte 7,5 metri. Tale soluzione avrà successo come tipologia in quanto si rivelò particolarmente adatta ad ospitare sia grandi stanze a doppia altezza, come mense e biblioteche, sia celle per i monaci su due piani. L'opera fu portata avanti nel secolo successivo seguendo un modello ligneo del pittore urbinate, caratterizzato da una grandiosità d'impianto che verrà imitata per tutto il Cinquecento.
Nel corpo di spina tra i due chiostri, nel corso del XVI secolo fu realizzato un grande refettorio. Nel 1630, sorse il secondo chiostro. Divenne il centro della congregazione cistercense di Lombardia fino alla soppressione decretata dalla Repubblica Cisalpina il 20 marzo 1799.

In seguito i chiostri bramanteschi divennero caserma e poi ospedale militare, fino ad essere acquisiti nel 1932 l'Ente universitario della Cattolica. Nel 1929 iniziò la ristrutturazione del monastero benedettino ad opera di Giovanni Muzio. In seguito alle gravi distruzioni causate dai bombardamenti alleati del 1943, venne avviata nel dopoguerra la ricostruzione.

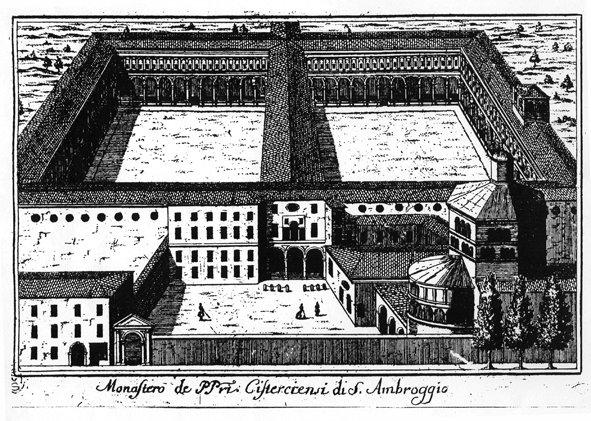
Incisione settecentesca di Marcantonio Dal Re
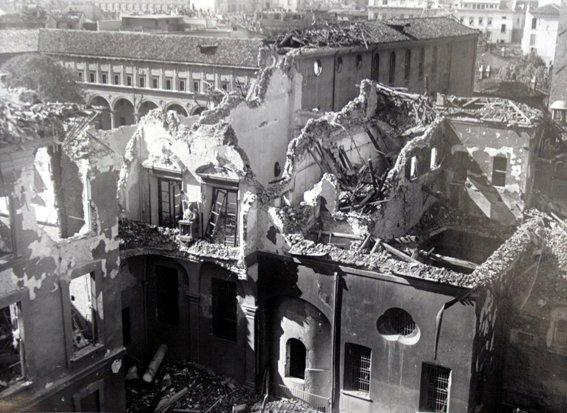
Distruzioni belliche del 1943
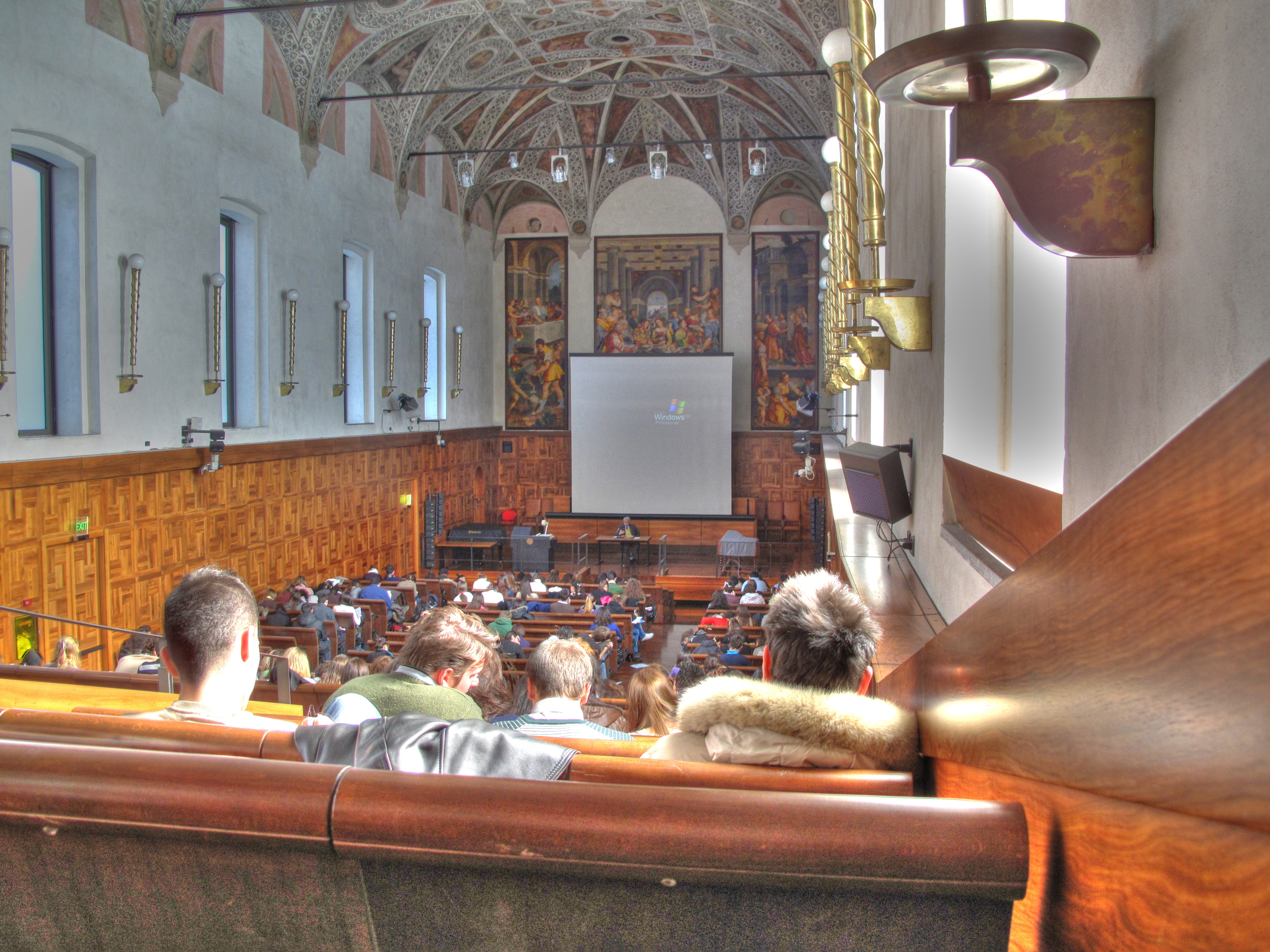
Ex refettorio, attuale Aula Magna